# 11755 Пачинський
11755 Пачинський (11755 Paczynski) — астероїд головного поясу, відкритий 24 вересня 1960 року.
Тіссеранів параметр щодо Юпітера — 3,519.
Названо на честь польського астрофізика Богдана Пачинського (народився в 1940 році), відомого дослідника гамма-вибухів у космосі.